# Hakea carinata
Hakea carinata (лат.) — колючий кустарник, вид рода Хакея (Hakea) семейства Протейные (Proteaceae), произрастающий в Южной Австралии. 

## Ботаническое описание
Hakea carinata — прямостоячий кустарник, обычно растущий на высоту от 1,5 до 3 м. Гибкие листья бывают гладкими, плоскими и линейными, вогнутыми или треугольными в поперечном сечении длиной от 5 до 24 см и шириной от 1 до 12 мм с заметными краевыми прожилками. Мелкие ветви при распускании покрыты сплюснутыми тонкими волосками, иногда гладкие. Одиночное соцветие состоит из 8—24 кремово-белых цветков и появляется в пазухах листьев. Розовые цветоножки гладкие, иногда с тонкими редкими шелковистыми волосками. Околоцветник кремово-белый длиной от 3 до 6 мм. Плоды с коротким стебельком от узко продолговатой до яйцевидной формы длиной от 1,3 до 2,6 см и шириной от 0,6 до 1,1 см с длинным узким прямым или слегка изогнутым клювом по направлению к вершине. Чёрно-коричневые семена от узко-продолговатой до яйцевидной формы от 1,0 до 1,8 см в длину и от 4 до 6,5 мм  в ширину с крылаткой с каждой стороны. Цветёт весной с сентября по октябрь.

## Таксономия
Вид Hakea carinata был описан швейцарским ботаником Карлом Мейсснером в 1854 году в журнале Linnaea. Видовое название — от латинского слова carinata, означающее «килевидный», возможно, относящееся к листьям этого вида, которые в поперечном сечении треугольные или в форме лодки.

## Распространение и местообитание
H. carinata характеризуется разорванным ареалом. Она распространена в южных частях хребтов Флиндерс и Маунт-Лофти. Пара изолированных популяций также обнаружена на юго-востоке Южной Австралии вокруг небольшого городка Падтауэя. Этот вид часто растёт в подлеске сухого склерофитового леса, а также встречается среди кустарниковой растительности, растущей на песчаных и суглинистых почвах.